# Пиер Губер
Пиер Губер (на френски: Pierre Goubert) е френски историк, чиито изследвания са в областта на социалната история на Франция през XVII-XVIII век. Представител е на второто поколение на френската Школа „Анали“.

## Биография
Пиер Губер се ражда в семейството на занаятчия на 25 януари 1915 г. в Сомюр, департамент Мен е Лоар. През 1935 – 1937 г. следва във Висшето нормално училище (на френски: École normale supérieure de Fontenay-Saint-Cloud) в Лион. По това време се запознава с Марк Блок и тази среща предопределя по-нататъшния избор на заниманията му.
Работи като учител в средните училища в Питивие и Бове и като преподавател в лицея Тюрго в Париж. От 1951 г. в Националния център за научни изследвания (на френски: Centre National de la Recherche Scientifique, съкр. CNRS), а от 1956 г. в Практическото училище за висши изследвания (на френски: École pratique des hautes études, съкр. EPHE). След защитата на докторската си дисертация получава мястото на професор по съвременна история в Университета на Рен. В периода 1965 – 1969 г. е професор в Университета Париж-X: Нантер, като същевременно заема поста президент на Обществото за историческа демография (на френски: Société de démographie historique) (1965 – 1968). През 1969 – 1978 г. е професор в Сорбоната.
Автор е на биография на кардинал Мазарини (1990).
Умира на 16 януари 2012 г.